# Draver

Dravers in een drafwedstrijd

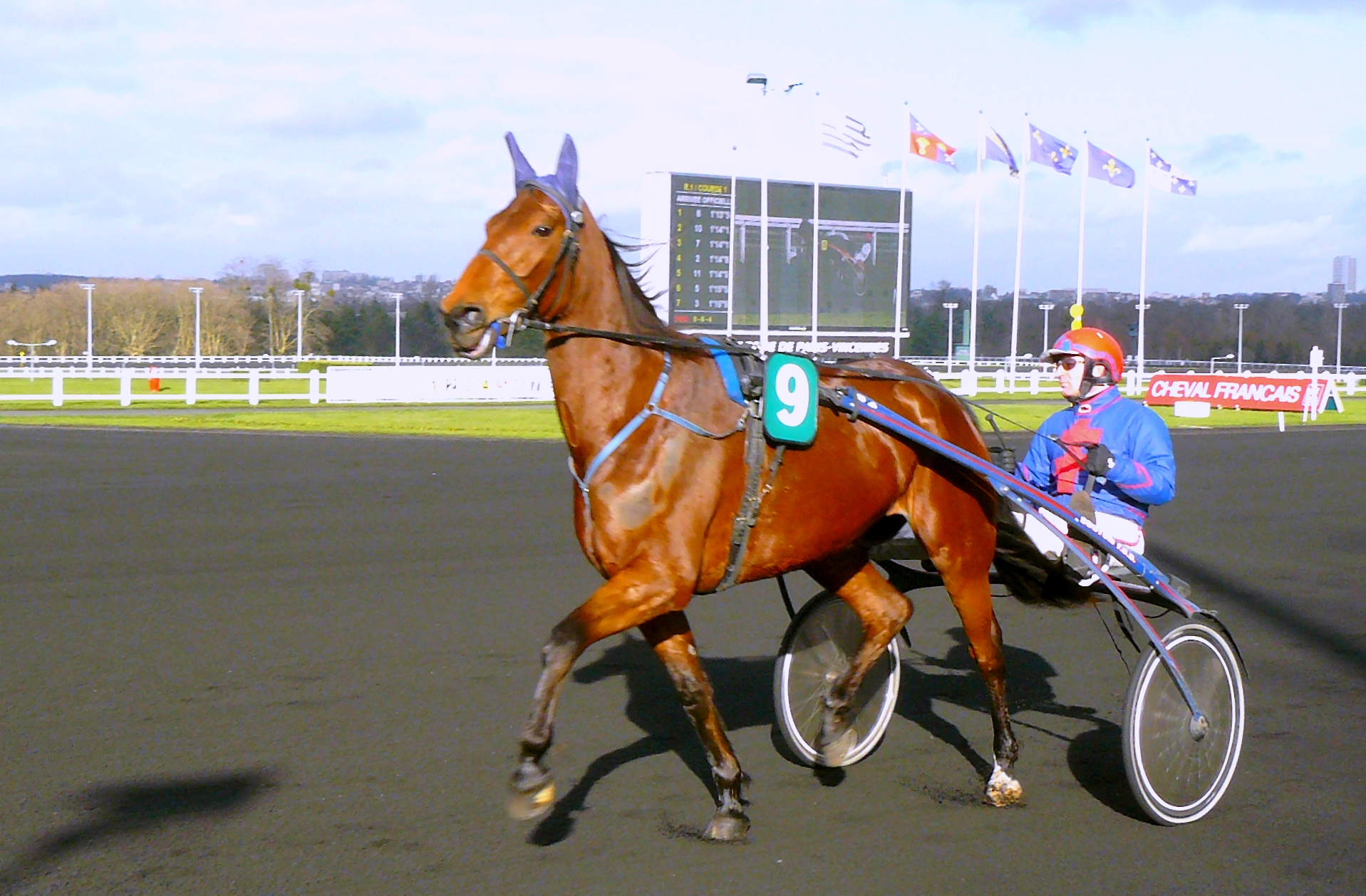
Een Franse draver voor een sulky

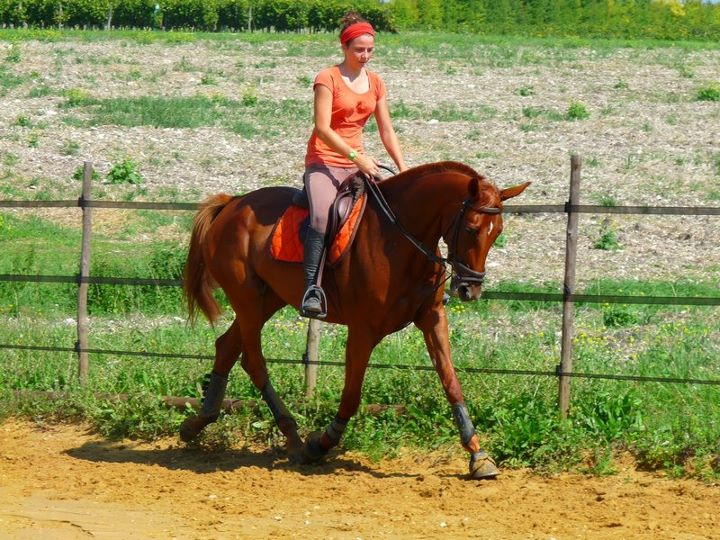
Een Franse draver onder het zadel

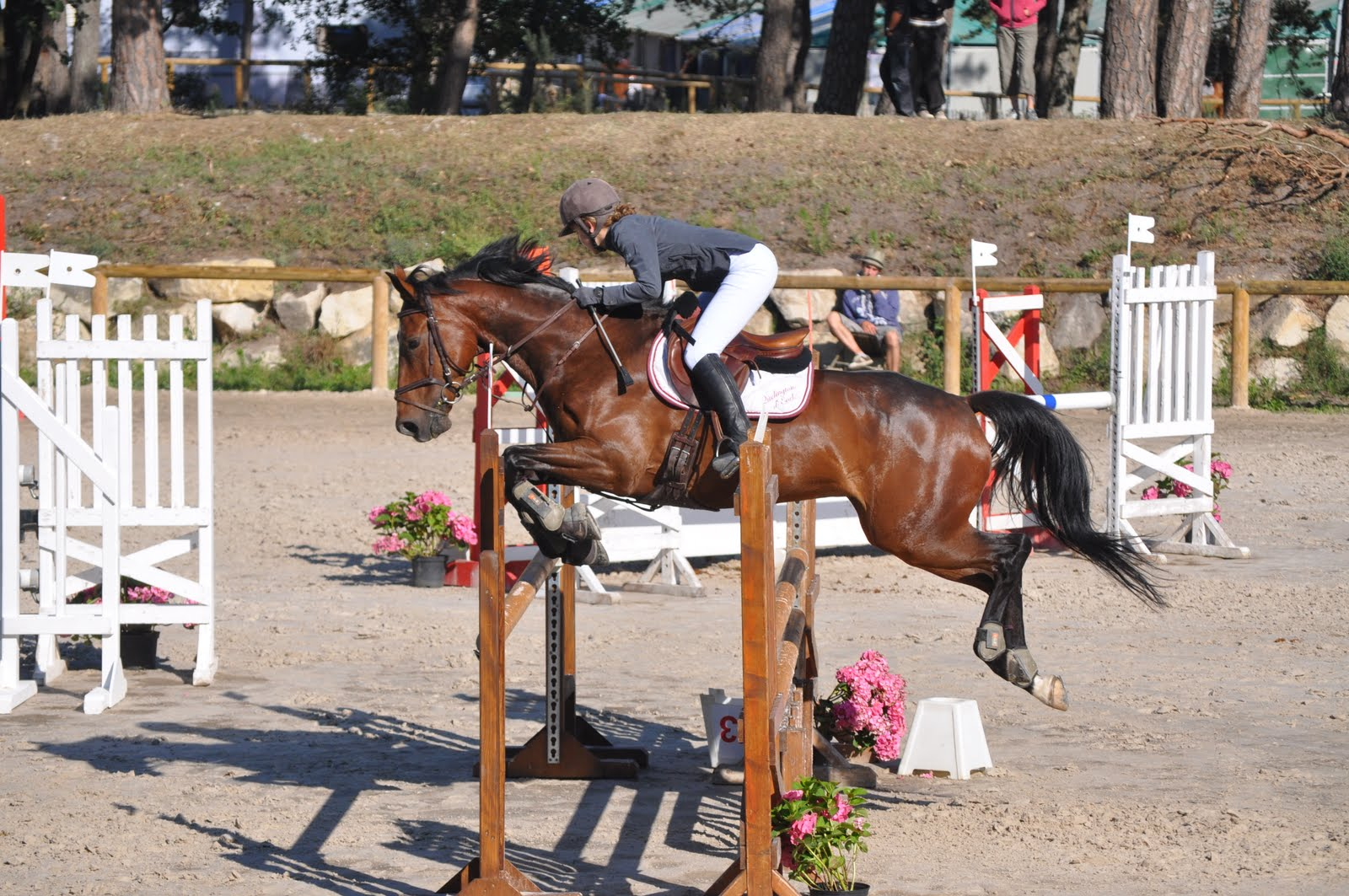
Franse draver als springpaard

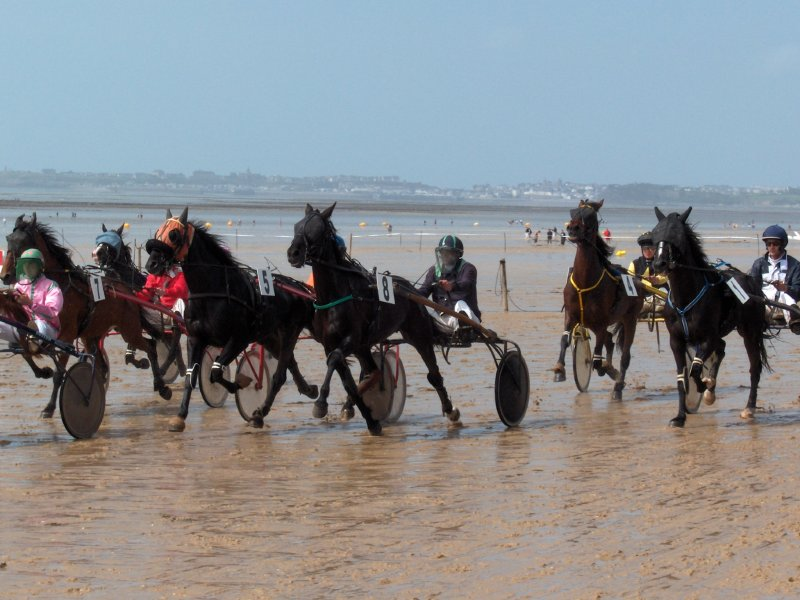
Strandraces in Frankrijk

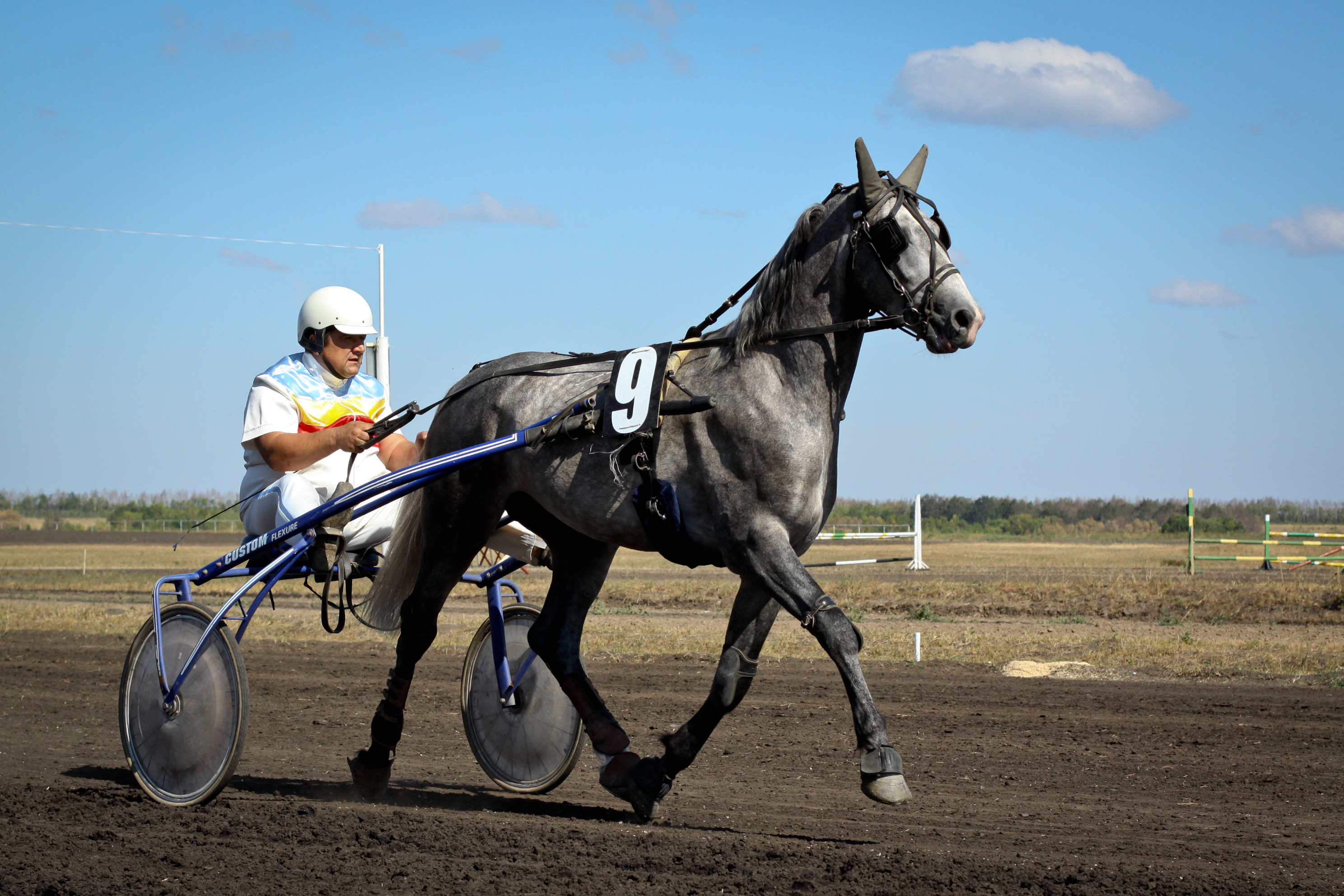
Orlov Trotter

Een draver is een bepaald type paard en in vele landen een eigen ras. Dravers werden oorspronkelijk slechts voor één doel gefokt: zo snel mogelijk draven voor de sulky en daardoor zo veel mogelijk koersen winnen.
In tegenstelling tot hetgeen veel mensen denken is een draver niet uitsluitend een bepaald type paard maar vaak ook een officieel geregistreerd ras. In vele landen waar drafkoersen gehouden worden hebben deze paarden hun eigen stamboek. Ook als rijpaard zijn dravers populair bij sommige paardenliefhebbers.

## Geschiedenis
De fokkerij van de dravers is er al tientallen jaren op gericht een paard te fokken dat zo snel mogelijk kan draven. De snelheid in de drafsport staat voorop. De drafsport omvat twee richtingen: het meest algemeen in Nederland is het draven voor de sulky, minder bekend is het draven onder het zadel in een 'montékoers'. Drafkoersen vinden plaats op diverse drafbanen in Nederland, waaronder te Duindigt (Wassenaar), Alkmaar, Wolvega en een aantal zomer- en grasbanen zoals Groningen en Emmeloord. Dravers worden getraind in een 'entrainement', waarna ze zich moeten kwalificeren om te kunnen koersen.
Niet alle nakomelingen van dravers worden uitgebracht in drafkoersen. Dit kan verschillende redenen hebben. Dravers kunnen te langzaam zijn om in de koers mee te komen, geen geschikt karakter hebben, een lichamelijk probleem hebben of gewoon een gebrek aan talent vertonen.
Daarnaast zijn er veel paarden die na hun koerscarrière een tweede carrière tegemoet gaan als rijpaard. Het omscholen van een draver is meestal niet zo'n groot probleem. De paarden kennen al teugel- en stemhulpen en zijn al veel gewend, zoals transport en verpleging. Dravers zijn over het algemeen gevoelige en temperamentvolle paarden die ook geschikt te maken zijn voor recreatie en endurance. Ook voor de dressuur, springen, western en met name mensport zijn dravers geschikt.

## Exterieur
Omdat er niet naar een bepaalde rasstandaard gefokt is, is er een grote verscheidenheid aan uiterlijke verschijningen mogelijk tussen én binnen de draverstamboeken. Sommigen staan duidelijk erg hoog in het bloed, anderen zijn zwaarder gebouwd, tot zelfs een barok uiterlijk.
Toch is er een aantal kenmerken te noemen dat karakteristiek is voor de meeste dravers:
slanke bouw, gespierde achterhand, lange smalle hoeven, schuin aflopend kruis, lange oren.
De meest voorkomende kleuren zijn bruin, zwart en vos. De kleur schimmel komt ook voor maar is zeldzamer.

## Karakter
Looplustig, werkwillend, veelzijdig, gevoelig en slim.

## Gebruik
De oorspronkelijke bestemming van het ras is het lopen van harddraverijen, wedstrijden waarbij de paarden in de allersnelste draf moeten rennen. Ze mogen daarbij echter niet in galop springen. Uitgekoerste dravers kunnen ook als rijpaard ingezet worden, het zijn vaak goedkope en bruikbare recreatiepaarden. Dravers zijn zeer geschikt voor endurance, mede door hun grote uithoudingsvermogen en hun looplust. Ook kunnen sommige dravers leren springen. De basisdressuur zal weinig problemen geven, maar voor de M en Z klasse zal men een van de zeldzame dravers met de juiste capaciteiten daarvoor moeten vinden. Het is door hun specifieke aanleg voor de draf niet eenvoudig voor een draver om hoog in de dressuursport te komen waar immers ook soepele overgangen naar de galop gevraagd worden.

## Types binnen het ras
- Amerikaanse draver (American Standard Bred)
- Fins paard dravertype
- Franse draver (Anglo-Normandiër)
- Metisdraver
- Orlovdraver, (Russisch)
- Töltende draver